# Grammatrix
In de lineaire algebra is de grammatrix van een {\displaystyle n}-tal vectoren {\displaystyle v_{1},\ldots ,v_{n}} in een vectorruimte met het inwendige product {\displaystyle \left\langle \cdot ,\cdot \right\rangle } de matrix {\displaystyle G} van de inproducten van de vectoren, waarvan de elementen gegeven worden door:
{\displaystyle G_{ij}=\left\langle v_{i},v_{j}\right\rangle }
Als de vectoren {\displaystyle v_{1},\dots ,v_{n}} reëel zijn en de  kolommen van de matrix {\displaystyle X} vormen, dan is de grammatrix {\displaystyle G=X^{T}X} een symmetrische matrix.
{\displaystyle G={\begin{pmatrix}\langle v_{1},v_{1}\rangle &\cdots &\langle v_{1},v_{n}\rangle \\\vdots &&\vdots \\\langle v_{n},v_{1}\rangle &\cdots &\langle v_{n},v_{n}\rangle \end{pmatrix}}}
De grammatrix is dus een bilineaire vorm en is genoemd naar Jørgen Pedersen Gram.
De inhoud van een parallellepipedum {\displaystyle P} is in iedere dimensie {\displaystyle n} gelijk aan de determinant van de vectoren waardoor {\displaystyle P} wordt opgespannen, maar het aantal vectoren moet dan gelijk aan {\displaystyle n} zijn, de dimensie van de ruimte waarin {\displaystyle P} ligt. Het gaat in het tweedimensionale geval om de oppervlakte van een vlak. Het is met de grammatrix {\displaystyle G} mogelijk de inhoud van een parallellepipedum uit te rekenen, dat door minder dan {\displaystyle n} vectoren wordt opgespannen, bijvoorbeeld van een vlak in de driedimensionale ruimte. Noem {\displaystyle {\text{Vol}}(P)} het volume van {\displaystyle P}, dan is
{\displaystyle {\text{Vol}}(P)\ ^{2}={\text{det}}\ X^{T}X}
Het is op deze manier mogelijk te controleren dat een gegeven aantal vectoren in een ruimte lineaire onafhankelijk zijn, omdat zij dat alleen zijn als het volume dat zij opspannen geen nul is, dus wanneer de determinant van hun grammatrix ongelijk aan nul is.
Wanneer de vectorruimte, waaruit de elementen van de vectoren komen, die de grammatrix {\displaystyle G} bepalen, een complexe vectorruimte is, is {\displaystyle G} een hermitische matrix.  